# Marshall (Míchigan)
Marshall es una ciudad ubicada en el condado de Calhoun, Míchigan, Estados Unidos. Tiene una población estimada, a mediados de 2021, de 6780 habitantes.
Es la sede del condado. 

## Geografía
La localidad está ubicada en las coordenadas 42°15′45″N 84°57′31″O / 42.26250, -84.95861 (42.26263, -84.958739). Según la Oficina del Censo de los Estados Unidos, Marshall tiene una superficie total de 17.12 km², de la cual 16.82 km² corresponden a tierra firme y 0.30 km² son agua.

## Demografía
Según el censo de 2020, en ese momento había 6822 personas residiendo en Marshall. La densidad de población era de 405.59 hab./km². El 90.53% de los habitantes eran blancos, el 1.25% eran afroamericanos, el 0.37% eran amerindios, el 0.67% eran asiáticos, el 1.10% eran de otras razas y el 6.08% eran de una mezcla de razas. Del total de la población, el 4.35% eran hispanos o latinos de cualquier raza.